# Can Lleonart
Can Lleonart és una masia d'Alella catalogada com a bé cultural d'interès local.

## Història
El 1388, Guillem Arbúcies, propietari del mas Porrassa (actualment Can Barqué), va comprar l'antic Mas Sala, que seria conegut com Ca l'Arbúcies. A principis del segle xvii era conegut com Can Lleonart pel seu propietari, Jaume Lleonart d'Arbúcies. El 1624, Eulàlia Lleonart es va casar amb Pau Riera, de Premià, i durant uns anys va prendre el nom de Can Riera de la Creu pel de trobar-se prop de la creu de terme. Aquesta va desaparèixer el 7 de setembre del 1776 a causa d'una gran rierada, i en resta només la base de graons de pedra, soterrada pels aluvions.
Els germans Salvador, Francesc i Jaume Lleonart i Artigas van tenir un paper durant la Guerra de Successió. Salvador n'era el cap dels serveis d'informació, i Francesc va desaparèixer a les muralles de Barcelona. En una placa situada a l'entrada del recinte hi ha la data de 1714.
El 1808 era propietat del notari Baldiri Carreras i Ubach, de qui va passar al seu fill Josep Carreras i d'Argerich (1790-1863), i d'aquest al seu fill Josep Carreras i Xurriach. El 1985, va esdevenir propietat municipal, i actualment hi ha la Regidoria de Cultura i un Centre Cultural.

## Descripció
De planta pràcticament rectangular, destaca per la seva façana, de fet construïda al damunt d'una antiga estructura de casa de pagès. Formada per una planta i dos pisos, i acabat a la seva part superior per un coronament curvilini simètric, típic del període barroc. Resulten també molt interessants els esgrafiats que decoren la façana, tant al voltant de les obertures com a tota la superfície, dibuixant també un rellotge de sol. Cal esmentar també que la simetria del conjunt queda trencada per la porxada situada a l'esquerra de la planta baixa.